# 剪力鎖
剪力鎖是電磁鎖的一種變化，將電磁鐵與吸附鐵板組合轉90度，令其與門的開、關方向正交，並將吸附鐵板加厚形成「鎖舌」，使其被吸住後嵌入預向挖好的「鎖舌孔」，因而以剪向力「卡住」門，達成鎖門的效果。

## 基本構造

### 電磁鐵
一般使用E型矽鋼片串焊成主體，內置漆包線所繞成的線圈，通電後形成電磁鐵。構造如同電磁鎖。

### 吸附鐵板
剪力鎖的吸附鐵板和電磁鎖不一樣之處是電磁鐵與吸附鐵板各有「鎖舌」與「鎖舌孔」。

## 上鎖原理
剪力鎖與電磁鎖不同之處是電磁鎖完全靠吸力把門鎖住，而剪力鎖是靠鎖舌卡住的力量。剪力鎖是運用電磁鐵的吸力，吸住吸附鐵板，二者吸住後「鎖舌」就緊緊的卡住「鎖舌孔」內。所以剪力鎖是靠「吸力」加上「鎖舌」卡住吸附鐵板的力量，就會產生非常強大的「剪力」。

## 一般規格
- 工作電壓：12或是24 VDC
- 耗電功率：約為5瓦特 (0.4 A@12 V直流電或是0.2 A@24 V直流電)
- 電磁鐵與吸附鐵板最大間距：大約2－4mm
- 承受剪力：大約是同等級電磁鎖吸力的2－2.5倍剪力

## 特色與使用注意事項
- 兼具電磁鎖堅固可靠的特性與陽極鎖內崁美觀之特色。可安裝於任何材質之門框（木質門、鋁門、防火門）。鎖舌長度約只有2－3mm，不會有卡住門扇的疑慮。
- 適用在內、外開式門，尤其是厚重的門。崁入式的安裝方式，可以運用在180度內外皆可開的門，外部看不到任何鎖具，非常適合講求大門門面又需要門禁管制使用。
- 必需注意的是：門縫間距（電磁鐵與吸附鐵板距離）不可過大，否則會造成鎖體的吸力吸不到吸附板，一般而言剪力鎖與吸附板的間距大約2－4mm，如果門縫過大，就必須調整吸附板。

## 外部連結
1. 有關「剪力」名詞 （页面存档备份，存于）
2. 矽鋼片標準